# Christian Pentzold

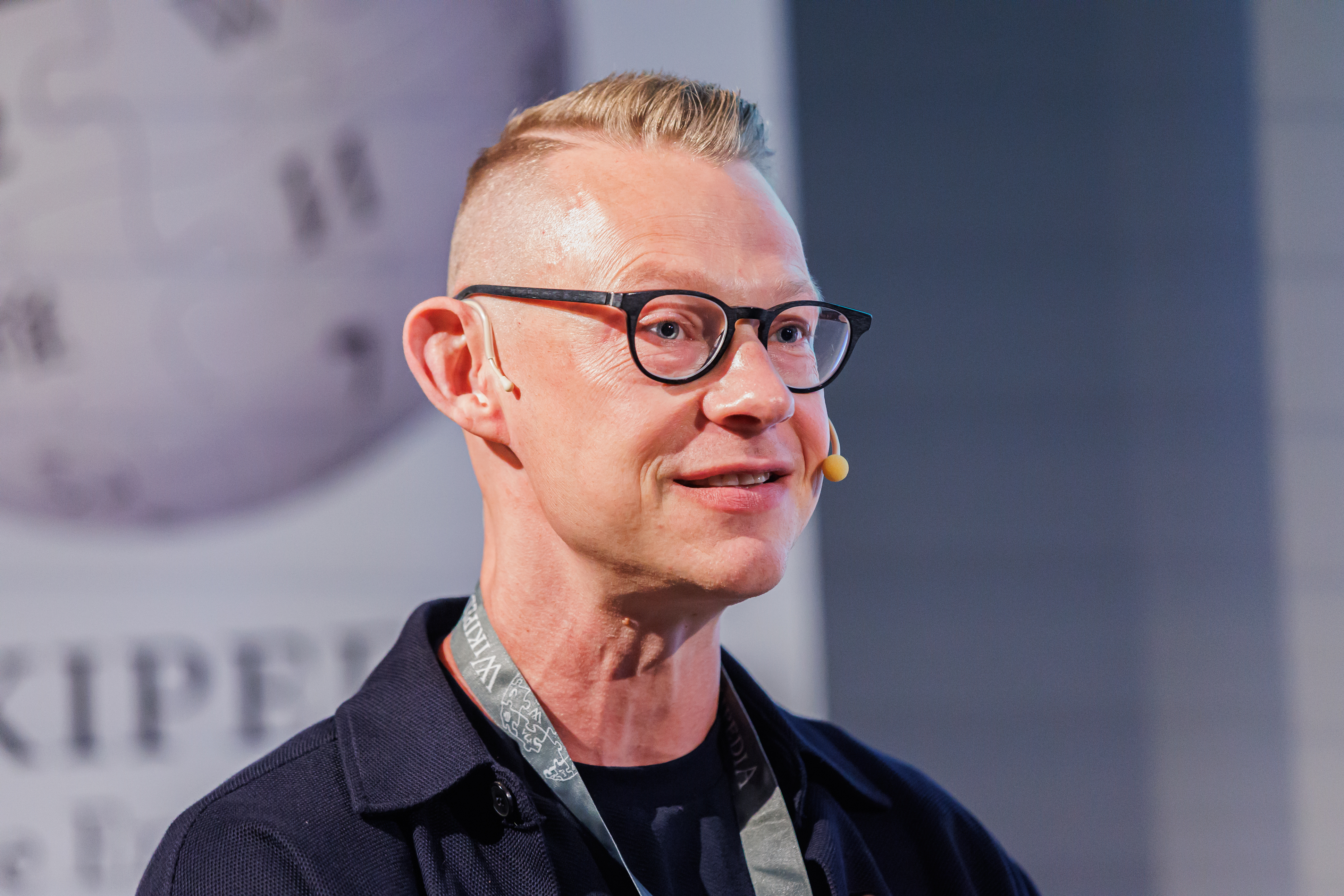
Christian Pentzold, 2024

Christian Pentzold (* 13. August 1981 in Erlabrunn im Erzgebirge) ist ein deutscher Kommunikations- und Medienwissenschaftler.

## Leben
Pentzold wurde im Bergarbeiterkrankenhaus in Erlabrunn geboren und wuchs in Markersbach auf, wo er von 1988 bis 1992 die Polytechnische Oberschule „Thomas Müntzer“ besuchte und 2003 in den Kirchenvorstand der örtlichen Kirchgemeinde gewählt wurde. 1992 wechselte er an das Bertolt-Brecht-Gymnasium in Schwarzenberg/Erzgeb., an dem er 2000 seine allgemeine Hochschulreife erlangte. Nach seinem Zivildienst studierte Pentzold von 2001 bis 2006 Kommunikations- und Medienwissenschaften an der TU Chemnitz und an der University of Stirling. Seine Masterarbeit veröffentlichte er 2007 unter dem Titel Wikipedia: Diskussionsraum und Informationsspeicher im neuen Netz. Er forschte danach am Oxford Internet Institute, an der University of Oxford und am Berkman Center for Internet & Society der Harvard University. Pentzold war Stipendiat der Studienstiftung des deutschen Volkes. 2013 wurde er nach Einreichung seiner Dissertation mit dem Titel Die Praxis der Online-Kooperation: Praktiken und Institutionen online-medialen Zusammenarbeitens an der TU Chemnitz promoviert. 2015 erschien seine Promotionsschrift unter dem Titel Zusammenarbeiten im Netz: Praktiken und Institutionen internetbasierter Kooperation als Buch.
Pentzold war von 2016 bis 2019 Juniorprofessor für Kommunikations- und Medienwissenschaft mit dem Schwerpunkt Mediengesellschaft am Zentrum für Medien-, Kommunikations- und Informationsforschung der Universität Bremen. 2017 habilitierte ihn die Universität Trier über das Thema Transmedia Discourses: Conditions, Analytical Framework, and Case Studies. Er war ab August 2019 Professor für Kommunikations- und Medienwissenschaft an der TU Chemnitz (W2-Professur). 2020 nahm er einen Ruf der Universität Leipzig auf die dortige W3-Professur Medien- und Kommunikationswissenschaft an. 2025 wurde Pentzold Mitglied der Academia Europaea.
Stand 2025 ist Pentzold geschäftsführender Programmdirektor von mephisto 97.6, dem Lokal- und Ausbildungsradio der Universität Leipzig. Unter anderem arbeitet Pentzold am Thema der gemeinsamen Wissenskonstruktion, zum Beispiel in der Wikipedia.

## Veröffentlichungen (Auswahl)
Monographien
- mit Peter Gentzel, Wolfgang Reißmann: Was machen Menschen und Medien? – Grundzüge einer praxistheoretischen Perspektive für Kommunikationswissenschaft und Medienforschung. Wiesbaden, Springer VS 2024, ISBN 978-3-658-43997-2
- Zusammenarbeiten im Netz – Praktiken und Institutionen internetbasierter Kooperation. Springer VS, Wiesbaden, 2016. ISBN 978-3-658-13567-6
- mit Claudia Fraas und Stefan Meier: Online-Kommunikation – Grundlagen, Praxisfelder und Methoden. München, Oldenbourg Verlag, 2012. ISBN 978-3-486-59180-4
- Wikipedia – Diskussionsraum und Informationsspeicher im neuen Netz. Verlag Reinhard Fischer, München, 2007. ISBN 978-3-88927-434-2

Herausgeberschaften
- mit Christian Katzenbach, Sigrid Kannengießer, Marian Adolf und Monika Taddicken: Neue Komplexitäten für Kommunikationsforschung und Medienanalyse – Analytische Zugänge und empirische Studien (= Digital communication research. Band 4). Böhland & Schremmer Verlag, Berlin 2018, ISBN 978-3-945681-04-6.
- mit Andreas Bischof und Nele Heise: Praxis Grounded Theory – Theoriegenerierendes empirisches Forschen in medienbezogenen Lebenswelten. Ein Lehr- und Arbeitsbuch. Wiesbaden, Springer VS, 2018. ISBN 978-3-658-15998-6
- mit Andrea Hajek und Christine Lohmeier: Memory in a Mediated World – Remembrance and Reconstruction. London, Palgrave Macmillan, 2016. ISBN 978-1-137-47011-9
- mit Claudia Fraas und Stefan Meier: Online-Diskurse – Theorien und Methoden transmedialer Online-Diskursforschung. Köln, Herbert von Halem Verlag, 2013. ISBN 978-3-86962-065-7

Artikel
- Machtvolle Wahrheiten – Diskursive Wissensgenerierung in Wikipedia aus Foucault’scher Perspektive. 2007